# Catégories du vivant

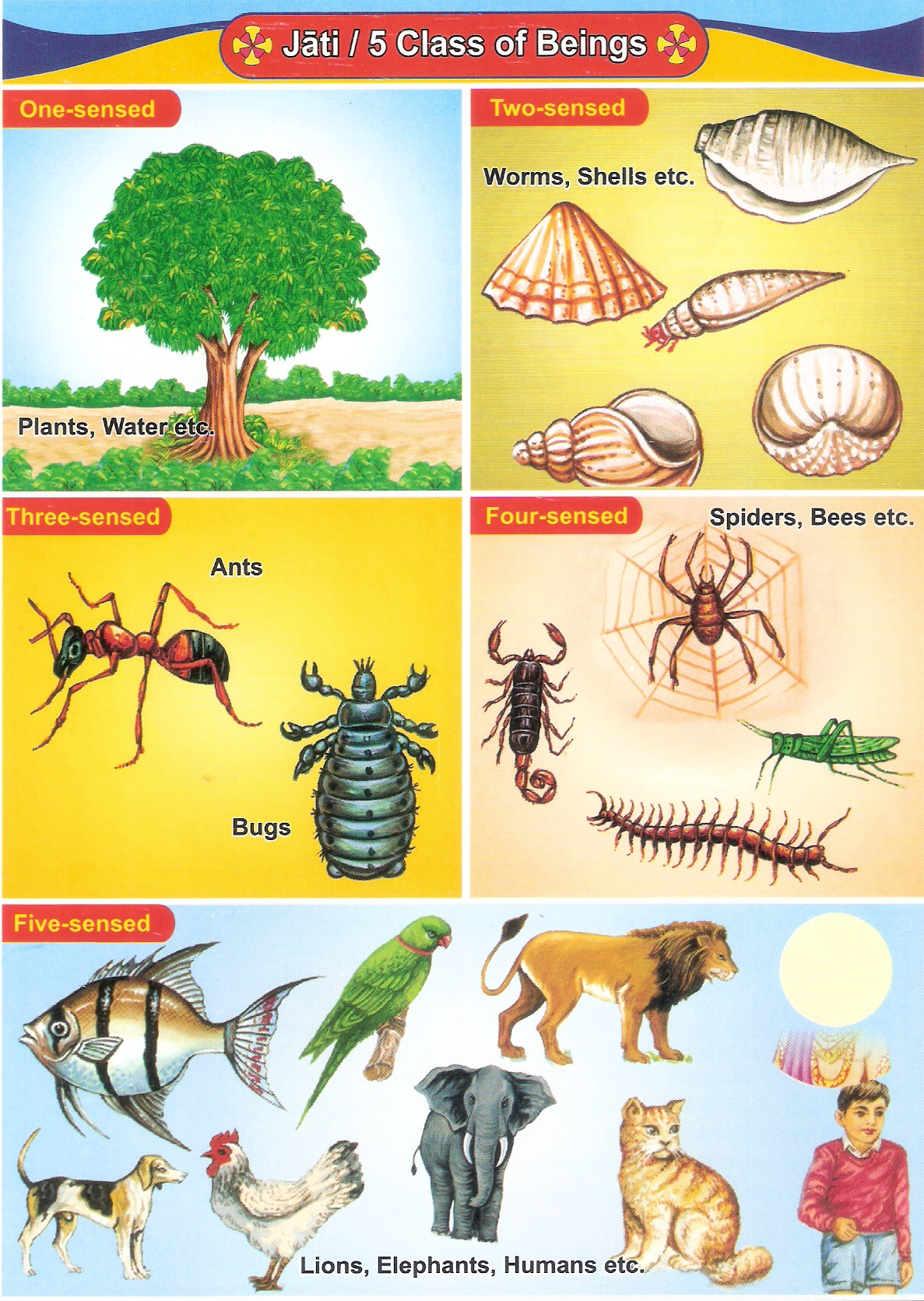
Affiche indienne représentant les différentes catégories d'êtres vivants, selon le nombre de leurs sens.

Les catégories du vivant sont une classification du jaïnisme qui vise notamment à expliciter à ses adhérents quels êtres sont les plus sensibles, et contre lesquels toute violence est particulièrement à éviter. Ces catégories distinguent les êtres immobiles (à corps de terre, eau, feu, air, végétal) qui disposeraient d'un seul sens — celui du toucher — et les êtres mobiles qui en posséderaient entre deux et cinq.

## Lien entre corps et âme dans le jaïnisme
Le jaïnisme veut éviter le maximum de préjudice à autrui. Cette religion a ainsi engendré une hiérarchie de la sensibilité des êtres vivants ; en effet, le jaïnisme considère que toute créature a une âme, une énergie vitale qui est la même pour tous les êtres vivants, âme sans forme, au pouvoir illimité, qui prend un énième corps éphémère qui sans elle serait « sans vie », c'est-à-dire incapable d'être conscient ou de ressentir quoi que ce soit. Plus une créature possède de sens, plus elle souffre, plus elle est enchainée aux désirs : mais elle n'est pas encore libre.

## Catégories du vivant
Selon la tradition jaïne, il y a :
- Les êtres immobiles, ou Jiva (âme incarnée) à un seul sens (celui du toucher) ; subdivisés en :

1. Créatures à corps de terre (comme la glaise, le métal, etc.).
2. Créatures à corps d'eau (comme l'iceberg, le brouillard, etc.).
3. Créatures à corps de feu (comme l'éclair, la flamme, etc.).
4. Créatures à corps d'air (comme le cyclone tropical, le vent, etc.).
5. Créatures à corps de végétal. Les plantes vivantes peuvent avoir une âme ou plusieurs, dans un seul corps. En fonction de cela, elles sont classées en sous-catégories suivantes :
  1. Créatures végétales à une seule âme (arbres, buissons, épis, par exemple).
  2. Créatures végétales avec un nombre d'âmes infini en un seul corps (les racines, comme les pommes de terre, les carottes, les oignons, l’ail, les betteraves etc. appartiennent à cette catégorie).

- Les êtres mobiles, ou Jiva à plusieurs sens (de deux à cinq) ; subdivisés en :

1. Créatures ayant deux sens, le sens du toucher et du goût (ce sont, par exemple, les mollusques, les vers, etc.).
2. Créatures ayant trois sens, le sens du toucher, du goût et de l'odorat (ce sont, par exemple, les limaces, les fourmis, les mites, punaises, les mille-pattes, etc.)
3. Créatures ayant quatre sens, le sens du toucher, du goût, de l'odorat et de la vue (ce sont, par exemple, les scorpions, les criquets, les araignées, les coléoptères, les sauterelles, les mouches, les abeilles, etc.)
4. Créatures ayant cinq sens, le sens du toucher, du goût, de l'odorat, de la vue et de l'ouïe ; parmi les êtres possédant (normalement) cinq sens, il y a les sous-catégories suivantes :
  1. Créatures démoniaques, vivant en enfer (du fait d'actions violentes sur Terre) ;
  2. Créatures animales, les moutons, les éléphants, les vaches, les lions, les oiseaux, les poissons, etc. ;
  3. Créatures célestes (ou dieux), vivant dans le ciel (ou paradis) ;
  4. Créatures humaines, qui sont les seules à pouvoir émettre des vœux, et donc, à pouvoir prétendre au salut, à la libération du cycle des réincarnations par la maîtrise de soi (par l'Ahimsâ.

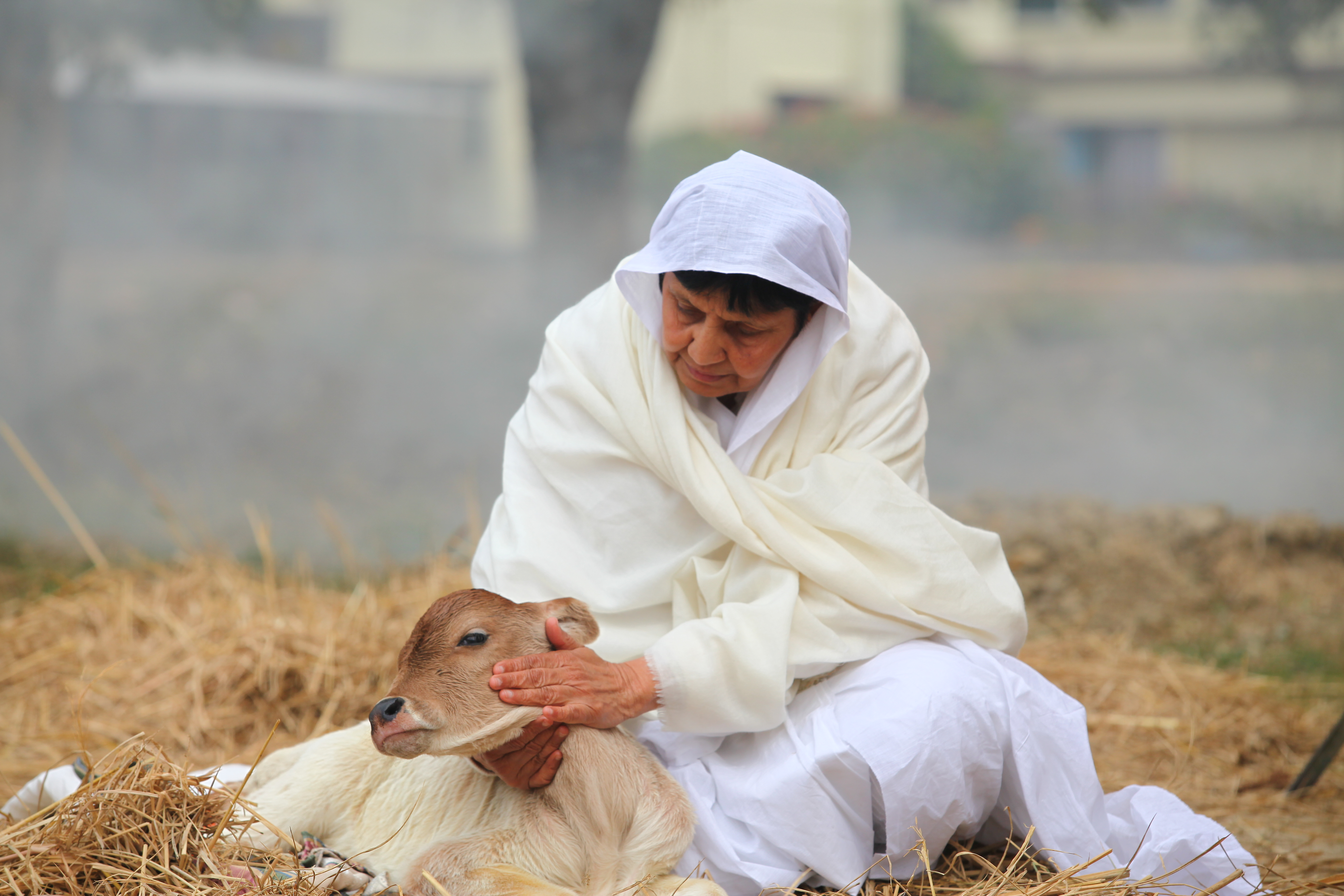
Nonne de religion jaïne avec un veau ; les Jaïns sont membres d'une religion/philosophie qui ordonne un végétarisme (proche du véganisme) depuis des temps préhistoriques.

## Lien entre les créatures et lekarma
Selon le jaïnisme, toutes ces créatures produisent du karma, bon ou mauvais, qui engendre des destins, des renaissances et des conditions où l'on éprouve plus ou moins de peine, plus ou moins de joie, selon la bienveillance ou l'égoïsme des actes, paroles et pensées produits auparavant ; le but est de s'en libérer, en saisissant la chance d'être incarné, dans la vie présente, en être humain, afin de mettre en pratique la compassion pour toutes les créatures ; les âmes libérées, quant à elles, n'ont pas de karma, ne sont plus liées à leur condition humaine dépassée par l'ascèse éthique proposée par le jaïnisme ; sans forme et sans taille, leur âme s'est réalisée (elle ne peut plus se réincarner), jouissant d'une connaissance et d'une perception parfaite, ainsi qu'une vigueur et un bonheur infini. Le fait que le jaïnisme considère que les éléments constitués d'air, de feu, de terre ou d'eau soient des êtres vivants rapproche cette religion de l'animisme (sans toutefois développer un aspect cultuel à leur égard), quoique cette théorie admet qu'il y a aussi dans l'univers des éléments sans âme, c'est-à-dire sans sensibilité, dénués d'énergie vitale, ajiva (comme le temps, l'espace, etc.).
De là, selon le jaïnisme, la violence faite aux êtres les plus dotés de sens (ou de sensibilité), comme l'homme, la vache, le tigre, le cochon, les oiseaux, les poissons, etc. (qui ont cinq sens et la capacité de penser ou de sentir la douleur), attire plus de karma asservisseur que la violence faite aux êtres à la moindre sensibilité, comme des insectes, ou des êtres à un seul sens, comme les plantes,. Ainsi, le jaïnisme impose à ses adhérents d'éviter complètement la violence intentionnelle (en pensée, paroles et actes, directement ou indirectement) concernant les êtres à la sensibilité la plus développée, et, autant que possible, d'éviter au mieux la violence faite à l'égard des êtres vivants moins sensibles (sans système nerveux).